# لاسکو لاسکوتر
لاسکو لاسکوتر (به انگلیسی: Lasco_Lascoter) یک هواگرد ملخ‌پیشین تک‌موتوره از نوع مسافربری ساخت شرکت Larkin Aircraft Supply Company است. هواگرد لاسکو لاسکوتر نخستین پروازش را در ۲۵ مه ۱۹۲۹ میلادی انجام داد. این هواگرد در سال ۱۹۲۹ میلادی رسماً معرفی گردید. در مجموع، تعداد ۱ فروند از این هواگرد ساخته شده‌است.
طراح این هواگرد، W. S. Shackleton بود.